# Vážka ploská
Vážka ploská (Libellula depressa) je druh vážky s nápadně širokým zadečkem, který je u samečka blankytně modrý a u samičky hnědavý. Má v oblibě málo zarostlé vody, proto často jako první osídluje nově zakládané malé vodní plochy. Rozšířena je po celé Evropě s výjimkou severu Skandinávie a Británie, dále v západní Asii a na Středním východě. V Česku je všude běžná.

## Popis

### Dospělec
Celková délka je 39–48 mm. Rozpětí křídel je 70–80 mm. Tělo je štíhlé, hlava velká a pohyblivá. Hruď je mohutná a dozadu zkosená, na hlavě vyniká pár velikých očí, ústní ústrojí je kousací. Na bázi zadních křídel se nacházejí velké černohnědé skvrny. U obou pohlaví je dosti výrazný pohlavní dichroismus (tj. možnost různého zbarvení samečka a samičky). Samečci, především starší, jsou zbarveni do modra, kdežto samičky jsou zbarveny hnědě. Zadeček je zploštělý se žlutými skvrnami po bocích.

#### Oči
Nápadné jsou jejich složené oči, které mohou být tvořeny až mnoha tisíci malými očky (ommatidii). Jsou vyvinuta také tři temenní očka (ocelli).

### Larva
Tělo larev je široké a zavalité, s anální pyramidou krátkých výrůstků. Dosahují velikosti až 25 mm. Jsou velmi nenápadně zbarvené – pokud se právě nehýbou, jsou na dně dobře maskované.

## Způsob života
Vážka ploská číhá na kořist v sedě. Jedná se vždy o týž kámen, rákosové stéblo nebo větev blízko vody. Pokud spatří kořist (především měkký létající hmyz – komáry, různé mouchy, drobné motýly atd.), vzlétne, uchopí ji v letu nohama a pokud je oběť malá, okamžitě ji pozře. S většími úlovky usedá na svém pravidelném vyvýšeném stanovišti. Mladé samice většinou loví dále od vody (lesní cesty, paseky). K vodě se odváží přiblížit až tehdy, když jsou pohlavně zralé a schopné rozmnožování.[zdroj?]
Někdy dochází k migracím obřích hejn. Vážky hledají nové vhodné lokality k životu. Příčinou může být poničení původních stanovišť – vyschnutí či znečištění. Mezi jejich přirozené nepřátele patří ptáci a pavouci. Mohou se také utopit a poté se stanou potravou pro vodní živočichy. Parazitují na nich larvální stadia vodulí (vyhlížející jako červené bradavčité útvary).
Dospělé vážky můžeme pozorovat od května do poloviny srpna, na podzim imaga hynou. Předtím ztratí své zabarvení.[zdroj?]

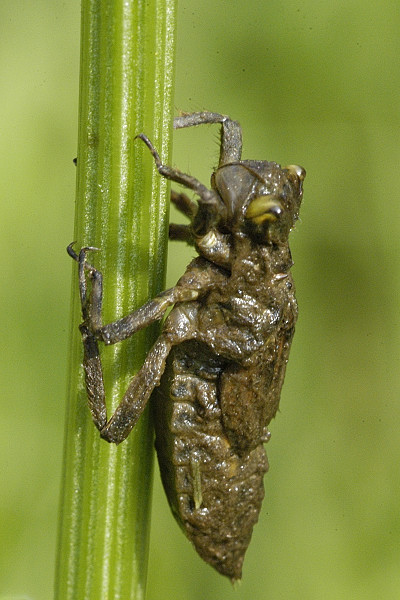
Nymfa před posledním svlékáním

Samička klade vajíčka na hladinu stojatých vod. Ve svém larválním vývoji mají pozoruhodné stadium. Z vajíčka se nejprve vylíhne prelarva, která je ukryta v blanitém obalu. Toto stadium je neobyčejně krátké, trvá 3–20 sekund. Larvy (nazývají se též nymfy či najády) jsou krátké, tlusté a víceméně zavalité. Žijí na dně dva roky. Jsou stejně jako rodiče dravé. Živí se drobnými bezobratlými živočichy. Kanibalismus je zde běžný. Spodní pysk mají přetvořen v tzv. masku, která je v klidu uložena pod hlavou. Za kořistí může být ale prudce vymrštěna.
Rychlost vývoje larev závisí na teplotě vody a množství potravy. Proměna je nedokonalá. Vývoj vážek označujeme jako nepřímou archimetabolii (chybí stádium kukly) s větším počtem larválních stádií. Larvy se několikrát svlékají. Pokud jejich stanoviště vyschne, mohou přežít několik týdnů zahrabány v suchém bahně. Samy přitom ztrácí velké množství vody a upadnou do anabiotické strnulosti. Poslední dva až tři dny před posledním svlékáním přestávají přijímat potravu a zdržují se těsně pod hladinou. Ustává střevní dýchání a den před opuštěním vody se zastaví úplně. Larva začíná z vody vysouvat přední část těla. Počíná dýchat atmosférický kyslík prostřednictvím hrudních stigmat. Před výletem imaga larva většinou vylézá na stonek vodní či pobřežní vegetace. Vlastní líhnutí je velmi komplikovaný proces. Může probíhat mnoho desítek minut. Právě vylíhnutá vážka má měkké, nevybarvené tělo. Křídla jsou zmačkaná a jejich narovnání trvá asi hodinu. Před svým prvním letem odpočívá a vyhřívá se na slunci, i tak je ale zprvu nejistý. Plného výkonu je schopná teprve za dva dny.